# 德维亚
德维亚（法語：Deviat，法語發音：[dəvja]）是法国夏朗德省的一个市镇，位于该省南部，属于昂古莱姆区。

## 地理
德维亚（45°25'4"N, 0°0'32"E）面积8.42 平方千米，位于法国新阿基坦大区夏朗德省，该省份为法国西部内陆省份，北起德塞夫勒省和维埃纳省，东临上维埃纳省，东南至多尔多涅省，南至多爾多涅省，西接滨海夏朗德省。
与德维亚接壤的市镇（或旧市镇、城区）包括：贝萨克、诺纳克、普利尼亚克、圣马夏尔、科托迪布朗扎凯。

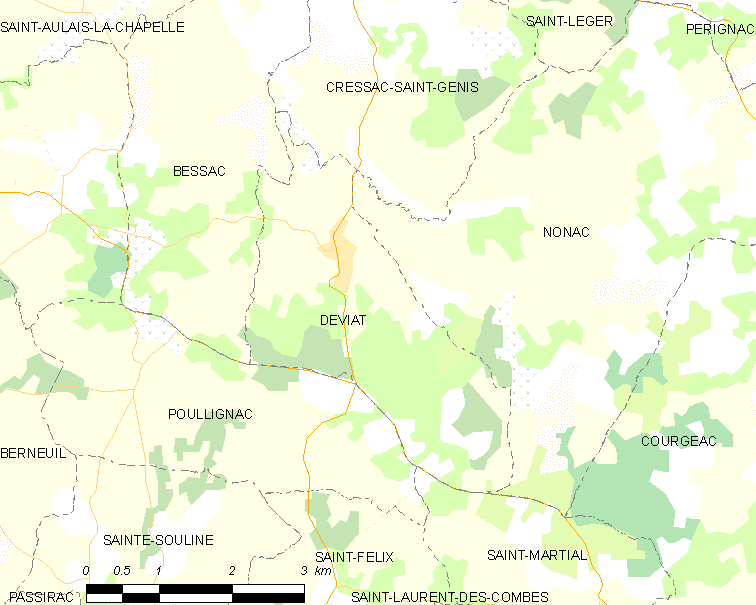
德维亚的OSM定位图

德维亚的时区为UTC+01:00、UTC+02:00（夏令时）。

## 行政
德维亚的邮政编码为16190，INSEE市镇编码为16118。

## 政治
德维亚所属的省级选区为蒂德-拉瓦莱特县。

## 人口

1962-2008年间德维亚人口变化图示

德维亚于2022年1月1日时的人口数量为134人。